# Caspar Josephus Martinus Bottemanne
Pour un article plus général, voir Liste des évêques de Haarlem-Amsterdam.
Gaspard Josephus Martinus Bottemanne, né à Alkmaar le 14 août 1823 et mort à Haarlem le 30 septembre 1903, est un prélat catholique, VIe évêque de Haarlem (Pays-Bas), à l'origine de la basilique-cathédrale Saint-Bavon.

## Histoire
Il est issu d'une famille roturière originaire des Pays-Bas autrichiens. Plusieurs de ses ancêtres servent le clergé séculier comme trésorier au XVIIe siècle.
Son aïeul est le maître de carrière Casparus Josephus Bottemanne (1757-1812), inhumé dans l'aile sud de l'église Saint-Laurent de Alkmaar.
Ordonné le 15 août 1846, il devient aumônier de Everardus Stephanus van der Haagen, archiprêtre de Hollande et de Zélande. Il enseigne la théologie classique en Hollande-Méridionale et préside le séminaire de Warmond. Ses travaux théologiques portent sur l’histoire des papes au Moyen Âge, le concile de Florence, le gallicanisme, et plus particulièrement les papes Adrien VI et Honorius avec la publication en 1870 de De Honorii Papae epistolarum corruptione. Il conteste en 1882 les thèses de l'historien Gaspard Burman (1696-1755), auteur d'Hadrianus VI, Analecta historica de Hadriano Sexto Trajectino, en s'appuyant sur l’épître dédicatoire du cardinal Thomas de Vio au pontife Adrien VI.
Le 14 août 1883, le pape Léon XIII le fait évêque de Haarlem, et il est consacré par son prédécesseur l'archevêque d'Utrecht Petrus Snickers. Il prend comme devise Omnia in Charitate, et blasonne D’azur, chargé d'une étoile à six branches d’or, de gueules, couronne antique de l’est à sept pointes d’or ornée de rubis.
Il fait ériger la basilique-cathédrale Saint-Bavon, conçue par les architectes Joseph et Pierre Cuypers. L’édifice néogothique situé sur les rives du canal Leidsevaart devient le siège de l’évêché. Il la consacre le 2 mai 1898, mais meurt avant son achèvement. Évêque bâtisseur, il favorise les fondations d’abbayes et de paroisses. Sous son épiscopat, une centaine d'édifices réguliers et séculiers sont érigés.
Il est fait chevalier de l'ordre du Lion néerlandais (1889) par le roi Guillaume III des Pays-Bas et commandeur de l'ordre d'Orange-Nassau sous la régence d'Emma de Waldeck-Pyrmont. Sa sépulture repose dans la chapelle funéraire épiscopale de l'église Notre-Dame de l'Immaculée Conception de Overveen. Une place et une rue à Haarlem et Alkmaar lui rendent hommage.

## Reliquaire du Saint-Sang d'Alkmaar
En 1429, un prêtre fraîchement ordonné, ancien soldat au passé sanglant, célèbre sa première messe dans l'église Saint-Laurent de Alkmaar. Il renverse sur l’autel et la chasuble le vin consacré qui se transforme en sang. En 1433, les fragments ensanglantés sont amenés à l’évêque d'Utrech Zweder van Kuilenburg et élevés au rang de relique. Cet incident est alors désigné comme le Miracle de sang (Bloedmirakel).
Mais après la Réforme en 1572 à Alkmaar, le culte catholique du Saint-Sang est interdit et la relique reste cachée clandestinement dans les Schuilkerk. En 1897, Gaspard Bottemanne rétablit le culte de la relique dans le diocèse et fait ciseler un reliquaire en or serti de vingt-quatre diamants et de l'inscription Rel. SS. Sang. Mir. Alcm. Est mirabile in oculis nostris.

## Œuvres et publications
- De Honorii Papae epistolarum corruptione, Buscoduci, Henricum Bogaerts (1870)
- Het gallicanisme in onze dagen, De Katholiek (1870)
- De onfeilbaarheid van Paus Honorius, De Katholiek (1870)
- Over den invloed der valsche Dekretalen op de Pauselijke magt (1880)
- Het schrijven van den Kardinaal Cajetanus, De Katholiek (1882)
- De Brief van den Kardinaal van Tortosa (Paus Adriaan VI) aan de theologische faculteit te Leuven (1889)

## Distinctions
- Chevalier de l'ordre du Lion néerlandais